# Shakespeares Sonette
Shakespeare’s Sonnets (deutsch Shakespeares Sonette) ist ein Gedichtband mit 154 Sonetten des Dichters William Shakespeare. Es handelt sich um den spätesten Groß-Zyklus von Sonetten in der Nachfolge Francesco Petrarcas, allerdings widmen sich die Sonette nicht mehr ausschließlich einer idealisierten Geliebten, sondern umfassen neben der Liebe ein wesentlich weiter gefächertes  Themenspektrum wie Lust, Begierde, Entsagung, Erfüllung, Treulosigkeit, Verdacht und Verrat, Altern und Vergänglichkeit. Darüber hinaus erkunden sie zugleich den poetologischen Raum des Sag- und Unsagbaren und hinterfragen selbst-reflexiv die Sprache der Poesie und Passion. Als Vierzehnzeiler im fünfhebigen Jambus und Kreuzreimschema mit drei Quartetten und einem abschließenden Paarreim weichen sie ebenfalls von der italienischen Sonettform ab. Gemeint sind in diesem Artikel nicht die zahlreichen auch in den Dramen Shakespeares vorkommenden Sonette. Im Anschluss an die Sonette enthält die Erstausgabe das lange Gedicht A Lover’s Complaint (dt. Einer Liebenden Klage).

## Die Erstausgabe von 1609

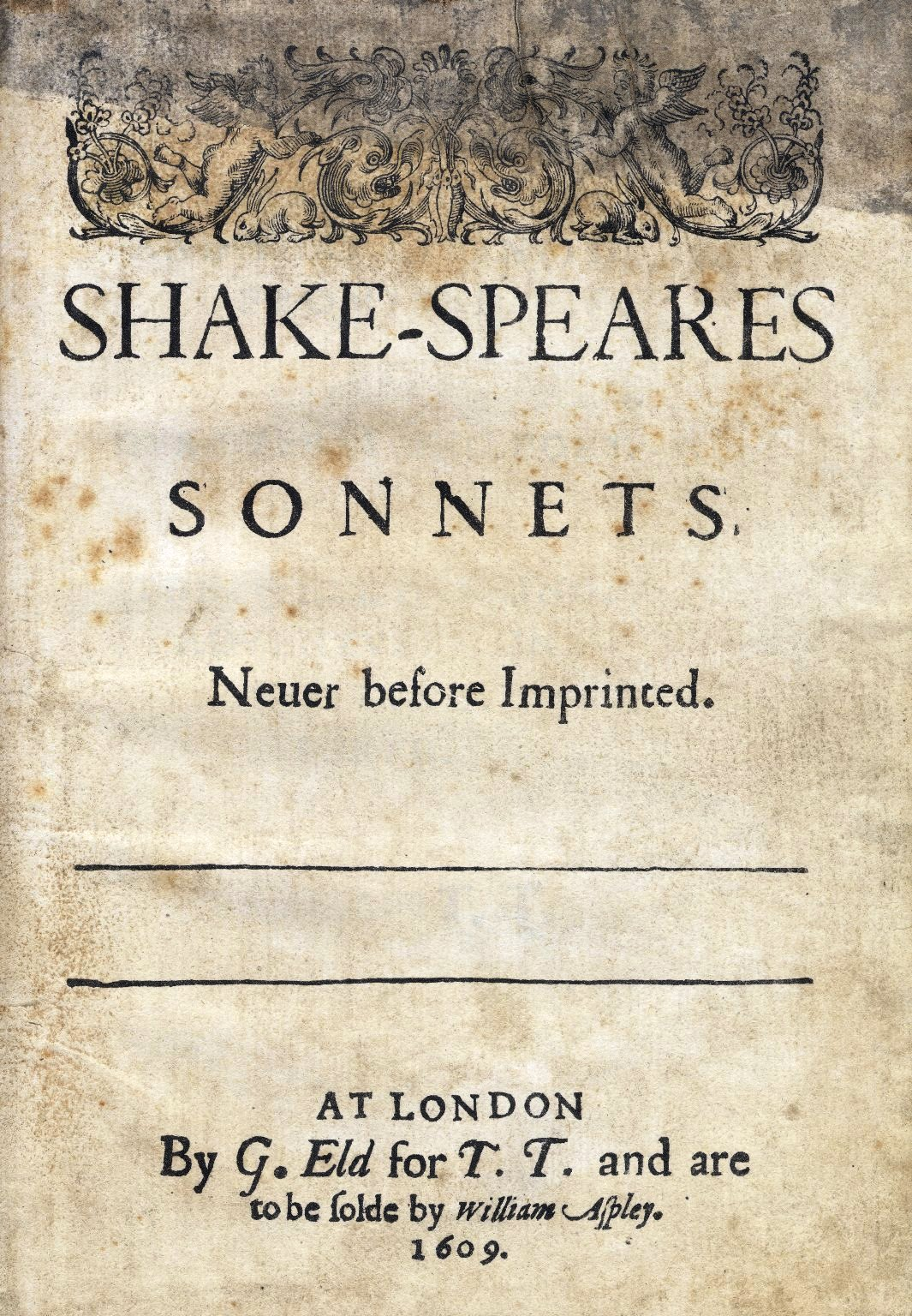
Titelblatt der Erstausgabe

Die Druckausgabe der Sonette Shakespeares erschien in gesammelter Form erstmals 1609 im Verlag von Thomas Thorpe in London. Der Titel lautet SHAKE-SPEARES SONNETS. Neuer before Imprinted (das „u“ in „Neuer“ ist als konsonantisches „v“ zu lesen). Im englischen Sprachraum wird diese Ausgabe häufig die „Quarto edition“ genannt, eine Konvention, die sich nach dem Buchformat richtet.
Einige der Sonette waren zuvor schon publiziert worden, so die Nummern 138 und 144 in dem Gedichtband The Passionate Pilgrim (gegen 1599). Zudem weist schon Francis Meres in seiner Literaturübersicht Palladis Tamia von 1598 auf die Existenz weiterer Sonette Shakespeares hin. Auch sind literarische Anspielungen auf die Sonette bereits aus den 1590er Jahren belegt. Die meisten Kommentatoren gehen deshalb davon aus, dass zumindest ein Teil der Sonette bereits vor 1600 verfasst wurde. Der exakte Entstehungszeitraum der Shakespeareschen Sonettsammlung lässt sich jedoch nicht mehr zweifelsfrei feststellen; die diversen Vermutungen über die Entstehungszeit der gesamten Sonette unterscheiden sich in der Datierung um eine Zeitspanne von mindestens 27 Jahren, nicht allein aufgrund der unterschiedlichen mutmaßlichen textexternen oder internen Indizien, die für die Datierungsversuche herangezogen werden, sondern vor allem aufgrund der unterschiedlichen zugrundeliegenden Deutungen: dem Versuch eines biografischen Verständnisses einerseits sowie der Bewertung der Thorpeschen Quartausgabe andererseits.
Als plausibel gilt zumeist die Annahme einer etwa 15-jährigen Entstehungs- und Bearbeitungszeit, vermutlich jeweils während der Pestausbrüche und der damit einhergehenden Schließung der Theater, etwa 1593/94, 1603/04 und 1608/09.
Der Text der Druckausgabe von 1609 enthält zahlreiche Satzfehler, Missverständnisse und Unachtsamkeiten. Auch wenn über die tatsächliche Fehlerhaftigkeit sämtlicher in Verdacht gekommener Stellen in der Gelehrtenschaft keineswegs Einigkeit herrscht, so wird doch die unübersehbare Nachlässigkeit der Edition nirgends wirklich bestritten. Weitgehend unkontrovers ist ebenso die naheliegende Schlussfolgerung, dass für den Druck weder ein Autormanuskript noch eine verlässliche Abschrift vorlag. Man hat bisweilen vermutet, dass es sich um einen in Eile hergestellten Raubdruck handelt, der vom Verleger nicht die nötige Sorgfalt erhielt und auf keinen Fall eine Druckfahnenkorrektur vom Autor selbst. Doch herrscht auch darüber letztlich keine Gewissheit.
Die Authentizität der Sonette wird in der Fachwelt nicht bestritten: Sie sind Werke desjenigen, der die Shakespeare-Dramen geschrieben hat. Auch wenn von Sonett 2 aus dem ersten Drittel des 17. Jahrhunderts rund ein Dutzend nichtidentischer Manuskriptfassungen vorliegen, widerlegt dies nicht die Autorschaft Shakespeares, sondern deutet eher darauf hin, dass Shakespeare ebenso wie andere Dichter seiner Zeit den Sonettzyklus vermutlich mehrfach überarbeitet und revidiert hat.

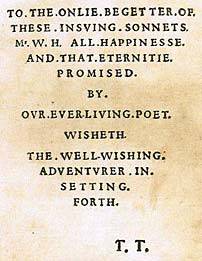
Widmungstext

Das Buch enthält nach dem Titel eine rätselhafte Widmung an einen „Mr. W. H.“, der „the only begetter“ der Gedichte genannt wird. (Mr. ist Master zu lesen.) Diese Bezeichnung „begetter“ – Shakespeare verwendet das Wort nie, auch hier ist es nicht sein Wort, sondern das des Verlegers – ließe sich als „Erzeuger“, „Verursacher“, „Beschaffer“, „Kolporteur“ usw. deuten. Diese „Widmung“ blieb jedoch wie die mit den Initialen gemeinte Person bis heute rätselhaft. Eben darum hat beides zu einer Unzahl von Spekulationen und Kontroversen geführt. Man kann jedoch davon ausgehen, dass eine Entdeckung des „wahren“ Mr. W. H. die erhoffte wichtige Information über das Zustandekommen der Sonette höchstens dann erbrächte, wenn damit ein prominenter Zeitgenosse gemeint wäre, was keinesfalls sicher ist. Die Ansicht gewinnt zunehmend an Plausibilität, dass diese „Widmung“ eine Verleger-Notiz vielleicht zu Werbezwecken sein könnte. Dass die „Widmung“ auf Sonett 18 anspielt, legt nahe, in „Mr. W. H.“ den in den Sonetten angesprochenen Fair Youth (schönen Jüngling) zu vermuten. Diese Person, die in einer homoerotischen Beziehung zum Verfasser gestanden haben soll, wird zugleich genannt und verborgen, wodurch der Neugier der Leserschaft Vorschub geleistet wird. Dass sich hinter dem Namenskürzel eine Person des mäzenatischen Adels der Zeit verbirgt, etwa – was öfters vermutet wurde – William Herbert, 3. Earl of Pembroke, ist unwahrscheinlich, vor allem durch nichts belegt. Eine Adelsperson hätte sich auch kaum in eine solche Namenskomödie verwickeln oder sich als „Master“ ansprechen lassen. In der von Shakespeare selbst unterzeichneten formgerechten Widmung zu seiner Verserzählung Venus and Adonis besitzen wir das Modell einer korrekten Widmung an einen Adeligen, nämlich an Henry Wriothesley (gesprochen: raitsli oder, nach anderer Auffassung: rotsli), den 3. Grafen von Southampton. Der bei den Sonetten stehende scheinbare Widmungstext des Verlegers Thomas Thorpe (er ist mit „T. T.“ unterzeichnet) unterscheidet sich von jener anderen Widmung in sämtlichen Details. Wir erfahren nichts über den angeblichen Widmungsadressaten oder darüber, welche Rolle er spielte. Schon ältere Herausgeber der Sonette – als Beispiel sei Edward Dowden 1881 genannt – übergehen in ihren kommentierten Ausgaben das Widmungsproblem nicht selten. Auch moderne Herausgeber verweilen selten bei der Mr.-W.-H.-Frage. (Siehe zu diesem Problem auch weiter unten unter „Wirkungs- und Deutungsgeschichte“.)
Etwas anderes verwundert ebenso: Der Name des Autors „Shakespeare“ wird in „Shake-speare“ zerteilt. Solches geschah mit Namen in der elisabethanischen Zeit zwar nicht selten, vor allem dann, wenn man aus den nun getrennten Wörtern neuen Sinn lesen konnte. Es ist jedoch unklar, was aus „Shake-speare“ gelesen werden soll. Wieder könnte man annehmen, dass – wie bei der sogenannten Widmung – mit dem nahegelegten „Schüttel-Speer“ eine Mystifikation geplant war, unabhängig von der Frage, ob damit die Herkunft des Namens sprachgeschichtlich richtig oder falsch beschrieben ist.

## Inhalt

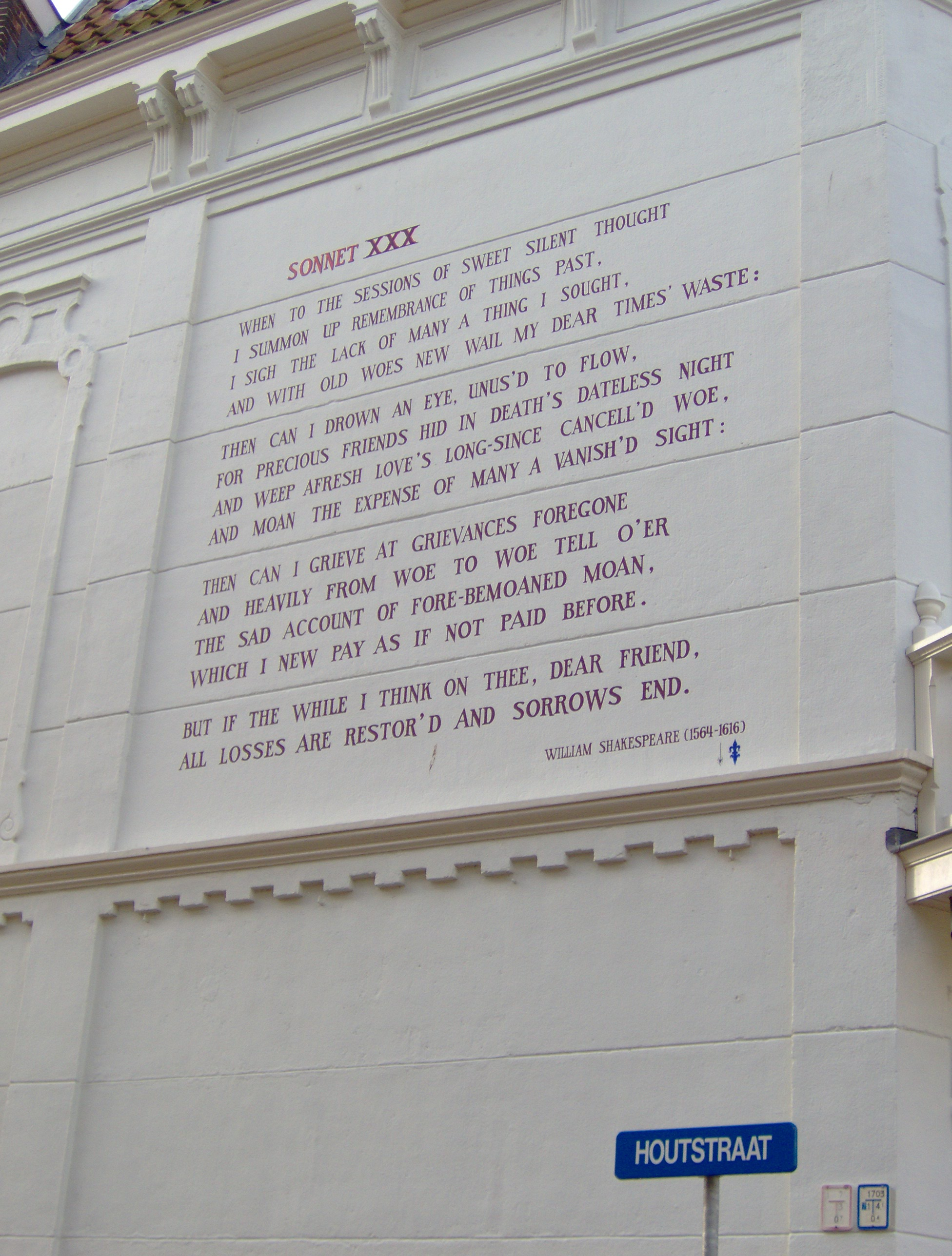
Sonett 30 (Mauergedicht in Leiden)

Inhaltlich wenden sich die Sonette 1 bis 126 offensichtlich an einen jungen Mann, auch wenn nicht in allen 126 dies grammatisch völlig klar ist, ein völlig neuer Einfall in der Geschichte der lyrischen Tradition seit Petrarca. War in dieser Art des Dichtens immer eine engelschöne unerreichbare Frau Gegenstand sowohl der liebenden Verehrung, des nicht an sein Ziel gelangenden Begehrens wie der daraus entstehenden Gedichte, so beendete Shakespeare diese Konvention durch eine Provokation, deren Sprengkraft bis heute wirkt, d. h. einen Teil der fortgesetzten Wirkung dieses Zyklus bis heute erklärt. Shakespeares „fair boy“ ist zugleich scheinbarer homoerotischer Geliebter als auch, wie die „madonna angelicata“ Petrarcas, ein Liebesziel, das sexuell gar nicht erreicht werden soll. Shakespeare benutzt das Standard-Inventar der petrarkistischen Lyrik zu einer Debatte darüber, was „Liebe“ zwischen Menschen ist, nicht wie der Petrarkismus zur Beschreibung einer idealen quasi-religiösen Sublimierung irdischen Begehrens. So tritt neben den geliebten Mann auch (ab Sonett 127) eine geheimnisvolle Frau; in den Sonetten an sie findet sich mehrmals eindeutig Sexuelles, in den Sonetten an den „fair boy“ geschieht das nur einmal recht zurückhaltend (in Sonett 20).
In den Sonetten 1 bis 17 gehen die Appelle an den jungen Mann dahin, einen Nachkommen zu zeugen, um so seine „Schönheit“ weiterzugeben und gleichsam „unsterblich“ zu werden; sie werden deshalb auch die „Prokreations“-Sonette genannt. Diese Unsterblichkeitsidee wird im Sonett 18, dem bekanntesten von allen, auch programmatisch an die Tätigkeit des Dichters geknüpft: „So long as men can breathe or eyes can see, / So long lives this, and this gives life to thee“; diese Idee ist einer der Hauptgedanken der Sonette, der immer wieder auftaucht und auch schon bei Lyrikern der klassischen Antike zu finden ist.
In Sonett 20 wird förmlich eine androgyne Version der angeredeten Person entworfen: “A woman’s face, with Nature’s own hand painted / Hast thou, the master-mistress of my passion.” In diesem Akt geistreicher Parodie gibt Shakespeare seine klare Absicht zu erkennen, die petrarkistische Tradition zu beenden, indem er sie mit ihren eigenen Mitteln gleichsam ad absurdum führt und eben dadurch Raum für eine wirkliche Beziehungsdebatte schafft, die dem Petrarkismus naturgemäß fehlt, – eine Innovation, die mit den Neuerungen in Shakespeares Dramen vergleichbar ist.
Andere Themen sind das Altern, die Furcht vor Liebesverlust, die Eifersucht u. v. m. Im Ganzen wird eine Liebeskasuistik ausgebreitet, die bis dahin ohne jedes Beispiel ist; weder der deutsche Minnesang noch die englischen Zeitgenossen Shakespeares haben solches je formuliert. Zusätzlich mischen sich immer wieder Aussagen ein, die mit der Liebe kaum etwas zu tun haben, sondern persönliche Schicksalsklage (Sonett 29) oder allgemeine Weltklage (Sonett 66) sind und jeweils erst im Schluss-Couplet zum Liebesbekenntnis zurückfinden. Auch tauchen sehr oft deutliche poetologische Erörterungen auf, etwas, was zwar schon bei Petrarca in dessen Canzoniere vorgezeichnet ist, dort z. B. in den Sonetten 27 und 32 sowie im Canzone 53, aber anderen Zwecken dient.
Dem Zweck der Hinwendung zu einer „modernen“ Liebeslyrik dient vor allem die Erschaffung einer provozierenden „dark lady“, die ab der Sonett-Nummer 127 im Mittelpunkt steht. Der „fair lady“, die bereits durch einen „fair boy“ ersetzt ist, stellt der Dichter nun eine „dark lady“ als seine irdische Geliebte gegenüber. Hier ist auch von schierer Sexualität die Rede – eine Unmöglichkeit im bisherigen Sonetten-Diskurs auch noch bei Shakespeares Vorläufern und Zeitgenossen, etwa bei Philip Sidney, Samuel Daniel oder Michael Drayton. Erst bei Shakespeares nur wenige Jahre jüngerem Zeitgenossen John Donne – allerdings besteht überhaupt keine erkennbare realhistorische Verbindung zwischen beiden Dichtern – wird solches möglich, nun vollkommen außerhalb des petrarkistischen Diskurses. Die krasse Deutlichkeit, mit der Sexualität zuerst benannt und dann abgelehnt wird, wie in Sonett 129: „The expense of spirit in a waste of shame / Is lust in action; and till action, lust / Is perjured, murderous, bloody, full of blame, / Savage, extreme, rude, cruel, not to trust“ klingt wie eine späte Bezugnahme auf Petrarca, der solches freilich nie konkret formuliert hat.
Als programmatisch kann man in diesem Teil des Werks Sonett 130 ansehen, in dem das Gegenbild zur unerreichbaren Schönen durch eine scheinbar „hässliche“ Person, die aber eben deshalb die erotische Geliebte des Dichters ist, entworfen wird: „My mistress’ eyes are nothing like the sun / Coral is far more red, than her lips red [...] I love to hear her speak, yet well I know, / That music hath a far more pleasing sound [...] I grant I never saw a goddess go – / My mistress when she walks treads on the ground“. Shakespeares Lyrik steht in den Sonetten an eine Frau plötzlich auf einem realen Boden, der im Petrarkismus nie betreten wurde; in Sonett 151 geht der Dichter gar bis zu pornographischen Anspielungen.
Man sollte dennoch die Sonette Shakespeares nicht als Liebesgedichte im einfachen, modernen Sinn betrachten. Der Grund dafür ist, dass sie sich noch innerhalb eines spezifischen lyrischen Diskurses befinden, eben dem Petrarkismus. Dies ist ein lyrisches Sprechen, das sich, dem mittelalterlichen Minnesang vergleichbar, im gesellschaftlichen Raum, nicht in der Intimität zweier Liebender abspielt. Der angeredete junge Mann ist Projektion eines Liebesideals, das von der heute nahezu unbekannten materiellen Abhängigkeit von einem „Patron“, d. h. einem mäzenatisch auftretenden begüterten Repräsentant aus dem Adel abhängig ist. Das ist nicht die Situation eines historisch Einzelnen, der einem Einzelnen gegenüber steht, auch wenn er Züge eines lebensweltlichen Zeitgenossen tragen mag. Es kommt hinzu, was Stephen Greenblatt „self-fashioning“ genannt hat. Der petrarkistische Sonett-Dichter stilisiert nicht nur sein Gegenüber, sondern auch sich selbst, und dies in Konkurrenz zu seinen dichtenden Mit-Sonettisten.
Vergleichbar Walther von der Vogelweide, einem anderen „Vollender“ und „Überwinder“ eines poetischen Diskurses, dem des deutschen Minnesangs, in dessen Zeichen er ursprünglich angetreten war, – vollendet und überwindet auch Shakespeare den Petrarkismus, 400 Jahre nach Walther. Es fällt dabei auf, wie sich die Mittel dieses Überwindens bei beiden Dichtern gleichen: Abwendung vom standardisierten und erste Hinwendung zum persönlichen Reden, dessen wesentliche Mittel Parodie, Humor und poetologische Nachdenklichkeit sind. Auch wird das wichtigste Mittel der abendländischen Liebes-Lyrik, das Vergleichen, in allen seinen Formen (s. a. Metapher) von Shakespeare zwar noch verwendet, aber zugleich in Frage gestellt und durch völlig neue rhetorische Mittel ergänzt.

## Wirkungs- und Deutungsgeschichte

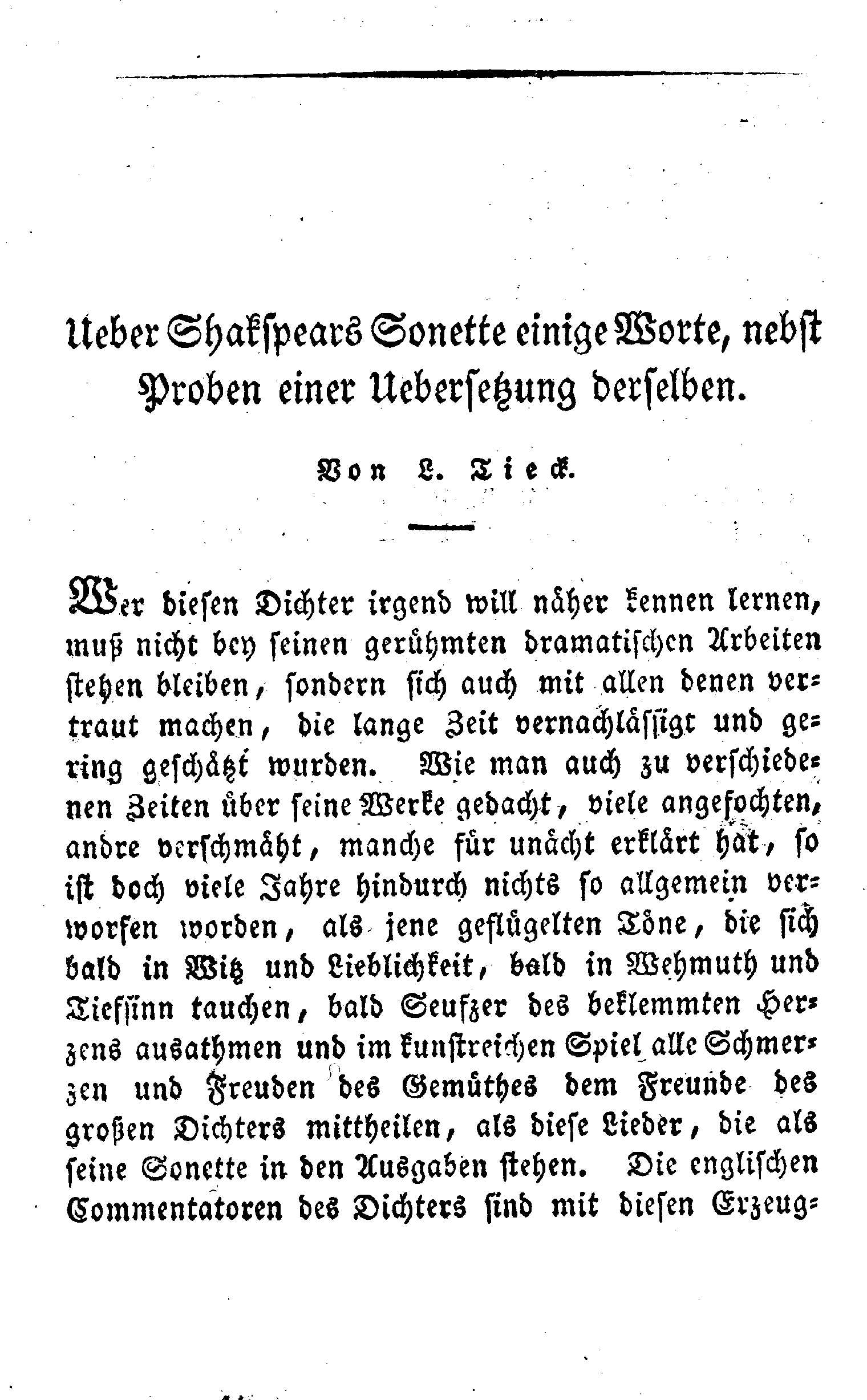
Anfang des Aufsatzes von Ludwig Tieck 1826

Nach dem Erscheinen der Gedichtsammlung 1609 mit 154 jeweils 14-zeiligen Gedichten im handlichen Quarto-Format, wobei einzig Sonett 126 mit 12 Zeilen und das angehängte A Lover’s Complaint eine Ausnahme bilden, wurde das Werk in einem Buchladen in St. Paul’s Cross Churchyard und Christ Curch in London der Nähe von New Gate zum Verkauf angeboten. Das Interesse an der Sammlung scheint zum Zeitpunkt der Veröffentlichung allerdings Fielitz zufolge nicht sonderlich groß gewesen zu sein.
In den nachfolgenden vier Jahrhunderten sind die Sonette dann jedoch zu einem der meistdiskutierten Werke Shakespeares überhaupt geworden. Zahllose Rätsel haben bis in die Gegenwart zu einer Fülle von Kontroversen in der Literaturwissenschaft und Kritik geführt. Der Band Shakespeares Sonette ist zu einem der „vielschichtigsten, faszinierendsten und weltweit teils hitzig diskutierten“ Werke in der englischen Literaturgeschichte geworden und hat in der Folge in der Sekundärliteratur zu mehr Artikeln und Veröffentlichungen geführt als beispielsweise "Hamlet". Heutige Leser und Leserinnen sehen sich mit einer Flut von Ausgaben der Sonette von unterschiedlicher Qualität konfrontiert, die mehr oder weniger informative Fußnotenapparate enthalten, die mitunter die Gedichte selbst nahezu verdrängen. Zudem sind unzählige Studien oder Untersuchungen zu ihrer Datierung, zur Reihenfolge oder Anordnung der Gedichte, zur Widmung an „Mr. W.H.“, zu eventuellen biografischen Bezügen zu Shakespeares eigenem Leben sowie dessen sexueller Orientierung, aber auch zum Sprecher und dem bzw. der Adressaten, zur Identität des „sweet youth“ oder zur komplexen Natur der Beziehungskonstellation zwischen den vier Hauptcharakteren publiziert worden.
Im Jahre 1946 bezieht W. H. Auden entschieden Stellung gegen die Identifikationsversuche der Personen in den Sonetten, also gegen die unendliche Debatte darüber, ob die Sonette einen lebensweltlichen Hintergrund hatten oder fiktional zu lesen sind. Von dieser Frage zunächst unbelastet waren Shakespeares Sonette zu seinen Lebzeiten und noch einige Zeit danach beim literarischen Publikum der Zeit leidlich bekannt und erlebten deshalb 1640 eine zweite, allerdings vom Herausgeber John Benson wegen der scheinbaren homoerotischen Tatbestände verfälschte Auflage; Benson fügte sogar Gedichte ein, die nicht von Shakespeare stammen. Danach aber gerieten sie immer mehr in Vergessenheit und wurden erst ab der Mitte des 18. Jahrhunderts im Zuge der philologischen Wiederentdeckung Shakespeares ihrer offenkundigen Bekenntnisse wegen teils nur mit großem Befremden gelesen, ja einzelne Gedichte, etwa Sonett Nr. 20 (“A woman’s face, with nature’s own hand painted, / Hast thou, the master mistress of my passion…”), geradezu mit moralischem Abscheu, – vor allem von Edmund Malone, einem der verdienstvollen ersten philologischen Herausgeber des Shakespeare-Werks. In Deutschland setzte die Entdeckung gleichfalls im 18. Jahrhundert ein. Zuerst wurden die Sonette durch den Gelehrten Johann Joachim Eschenburg 1787 ausführlicher betrachtet, auch wenn Eschenburg persönlich mit den Texten nicht viel anzufangen wusste. August Wilhelm von Schlegel schlug in seinen Wiener Vorlesungen 1809 eine biographische Lektüre der Sonette vor, ohne sich freilich auf konkrete Personen festzulegen. 1826 äußerte sich Ludwig Tieck zu den Sonetten und stellte Übertragungen seiner Tochter Dorothea vor, deren Identität er jedoch verschwieg.
Wir wissen nicht, ob sich hinter Shakespeares Sonetten konkrete lebensweltliche Ereignisse und Personen verbergen. Alle „Personen“, die in den Gedichten auftreten, der lyrische Sprecher selbst, der junge Freund, der Dichterrivale, die dunkle Geliebte, mögen Personen aus Shakespeares Lebenswelt zum Vorbild haben – oder reine Fiktion sein. Die Literaturwissenschaft hat je nach ihrem Selbstverständnis einmal das eine, einmal das andere angenommen, auch öfter sich nicht entscheiden wollen. Dass um die Wende des 18. zum 19. Jahrhundert sowohl in England als auch in Deutschland der von Goethe gewonnene Begriff der Erlebnislyrik auch auf die Shakespeare-Sonette angewendet wurde (der englische Romantiker William Wordsworth meinte: „[...] with this key Shakespeare unlocked his heart“) und auch gegenwärtig immer noch wird, ist verständlich, wenn auch, wie oben schon erläutert, recht problematisch.
Man kann in der biographiebezogenen Auffassung der Sonette so weit gehen, sie als eine Art Tagebuch-Protokoll des Sprechers über die Entwicklung seiner Beziehung zu einem „Patron“ zu lesen, d. h. zu einem mäzenatischen Adligen, muss sich aber der Implikationen eines solchen Verständnisses bewusst sein. Zunächst ist die nicht vom Autor, sondern von Thomas Thorpe, dem Verleger, eingefügte „Widmung“ in allen ihren Aspekten vollkommen untypisch. Zudem aber wäre die Provokation, die von den Sonetten ausgeht, eine doppelte: Nicht nur ist ein Mann und nicht die „madonna angelicata“ hauptsächliches Ziel der Sonette, sondern dieser Mann wäre auch noch einer, der sich dem Autor gegenüber in einer standardisiert äußerlichen, lebensweltlichen Rolle befindet. Patrons hatten alle elisabethanischen Dichter, Shakespeare sicher die beiden Grafen Pembroke und Wriothesley, es ist aber kein Werk aus dieser Zeit bekannt, das den Patron auch zugleich zur Hauptfigur einer Dichtung oder zum ‚lyrischen Du‘ von Sonetten macht. Zur tatsächlichen historischen Person, die hier auftreten mag, sind Dutzende von Vorschlägen gemacht worden, aber keiner dieser Vorschläge ist angesichts der kargen Quellenlage überzeugend.
Die Erforschung der Sonette stand im 19. Jahrhundert zunächst im Zeichen rein biographischer Spekulation, die umso mehr um sich griff, als über das äußere Leben William Shakespeares aus Stratford nur wenig und über seine ‚innere Biographie‘ geradezu nichts in Erfahrung zu bringen war. Dieser Art des Zugangs folgte schon im Laufe des 19. Jahrhunderts eine verstärkt auf die Form sehende Rezeption, die die dichterischen Qualitäten der Sonette betonte. Zu diesen Deutungen traten in der ersten Hälfte des 20. Jahrhunderts vermehrt gerade auch in den äußerst zahlreichen deutschen Gesamtübersetzungen literaturhistorische Betrachtungen, die Shakespeares Gedichte in der Poetik seiner Zeit zu verankern suchten und auch mit den historischen Ereignissen und Werten der elisabethanischen Epoche verbinden wollten. In der frühen Moderne wurden die Sonette zum Teil auch als Identifikationslyrik für eigene dichterisch-weltanschauliche Programme gelesen und übersetzt (so etwa im George-Kreis) oder im Dienst der Emanzipation homosexueller Lebensformen verwendet. Gegenwärtig werden die Sonette mit über zwei Dutzend aktuellen historisch-kritischen und kommentierten Textausgaben in der Anglistik mehr beachtet als je zuvor. Auch die biographische Auslegung oder Deutung wird in letzter Zeit wiederbelebt, z. B. von den Vertretern der alternativen (antistratfordianischen) Urheberschaftstheorien als Beweismittel.
Schließlich sind seit über hundert Jahren jeweils neu begründete Entstehungsgeschichten der Sonette auch Gegenstand von Erzählungen, Romanen und Theaterstücken. Das heißt, es intensiviert sich nicht nur ständig die Forschung zu Shakespeares Sonetten, sondern sie wirken auch unmittelbar auf die Belletristik ein. Einige Beispiele dazu: Oscar Wilde, The Portrait of Mr. W H. 1889; Erna Grautoff, Herrscher über Traum und Leben. 1940; Anne Cuneo, Objets de Splendeur. 1996; Hildegard Hammerschmidt-Hummel, Shakespeares Geliebte, ein Dokudrama. 2003.

## Die Sonette in Deutschland und weiteres mediales Fortwirken

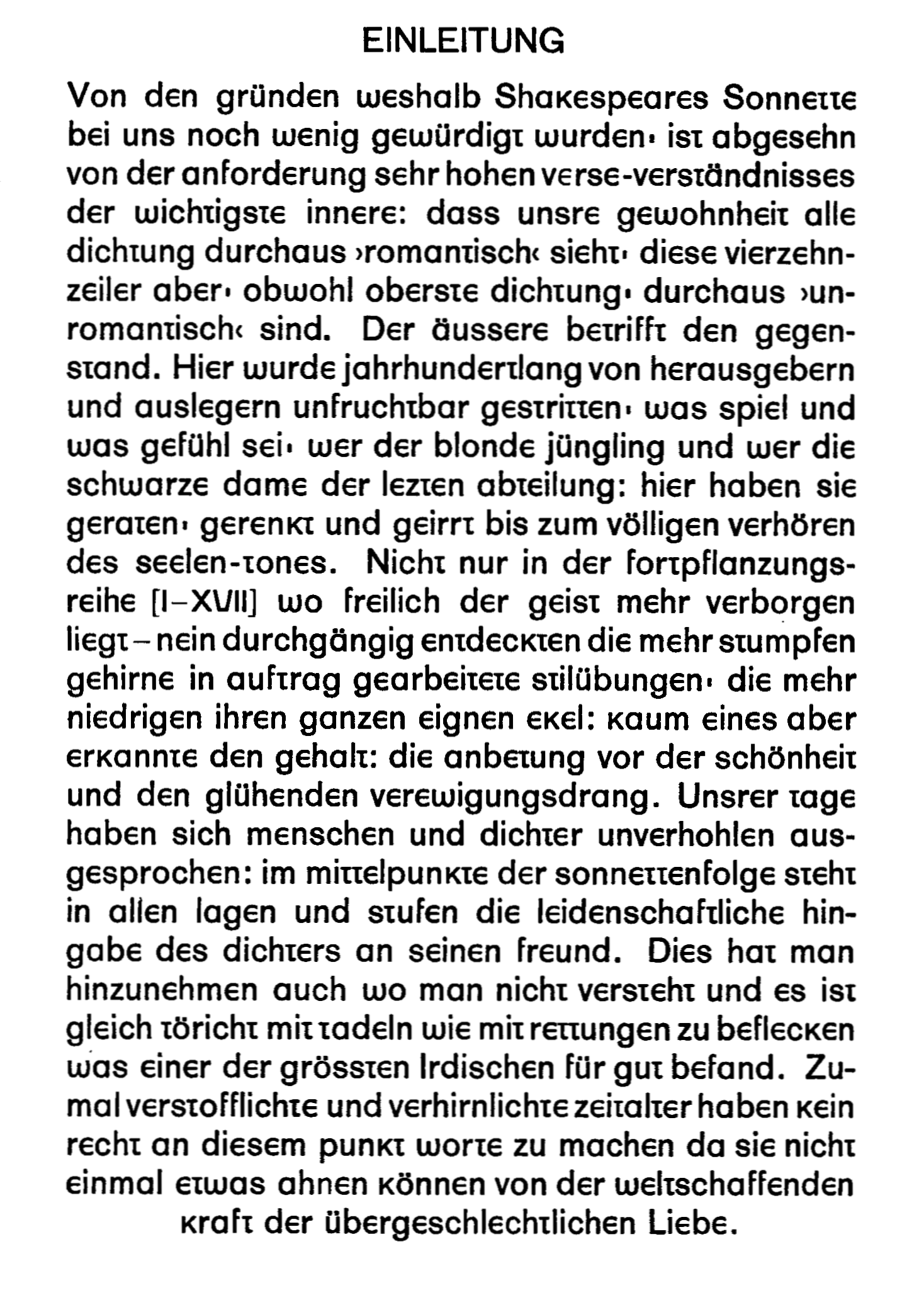
Stefan Georges Vorrede zu seiner Übersetzung 1909

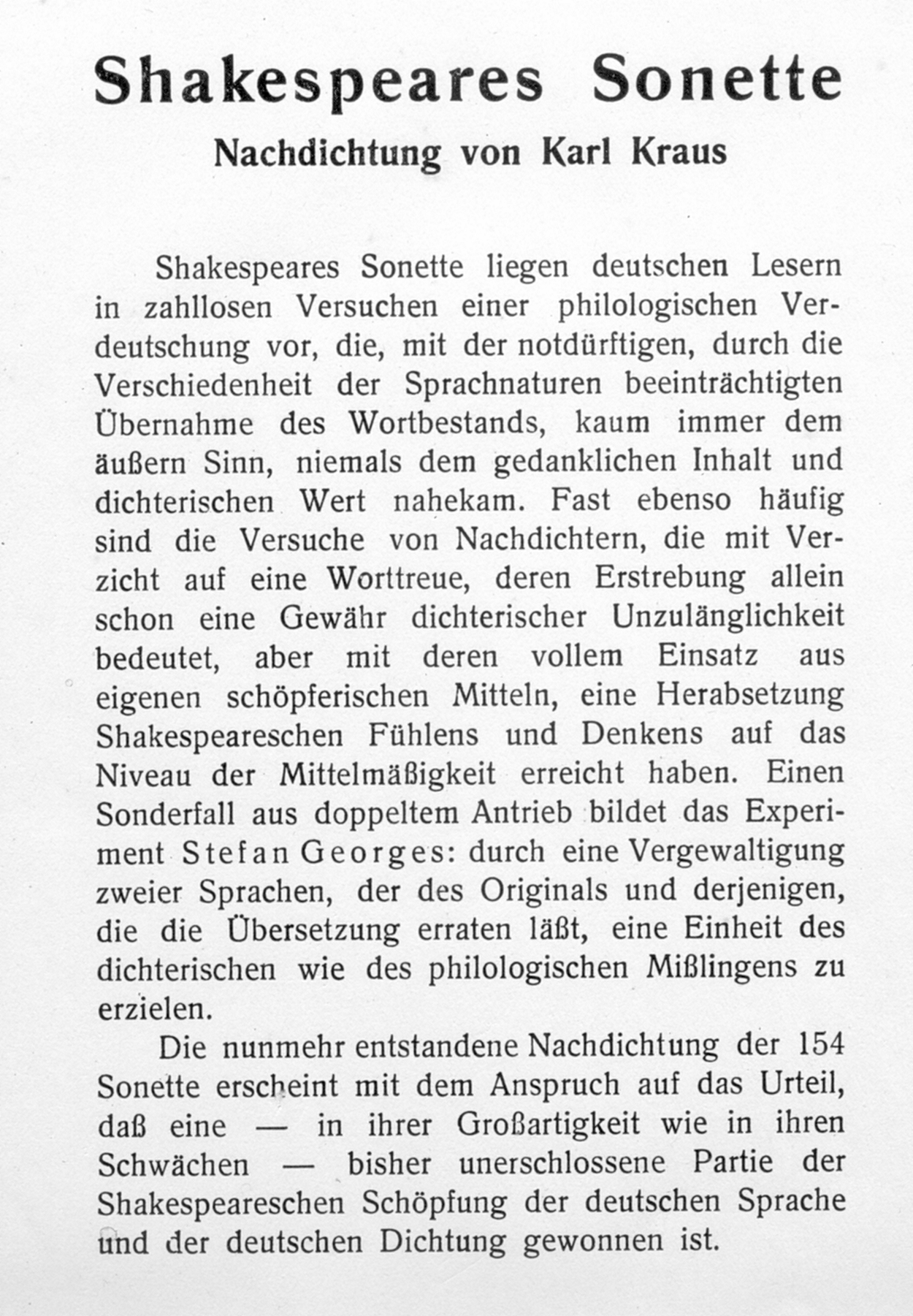
Karl Kraus’ Reaktion auf Stefan George 1933

Übersetzungen von Shakespeare-Sonetten stellen einen Forschungsgegenstand der Anglistik und der Germanistik dar; eine für die letzten 10 Jahre allerdings lückenhafte Gesamtbibliographie ist bei der Herzog-August-Bibliothek erschienen. Die Sonette hatten schon allein durch Übersetzungen in der deutschen Literatur eine deutliche Wirkungsgeschichte – und sie hält an. Kein Werk der Weltliteratur – außer Bibel-Texten – wurde häufiger ins Deutsche übersetzt. Etwa 300 Übersetzer haben sich seit dem 18. Jahrhundert, als Shakespeare in Deutschland wie in England wiederentdeckt wurde, bis heute mit den Sonetten beschäftigt. In den Jahren zwischen 1836 und 1894 erschienen allein zwölf kommentierte deutsche Gesamtübersetzungen. Derzeit (September 2023) sind 83 deutsche Gesamtübersetzungen und 61 Teilübersetzungen von 10 oder mehr Einzelsonetten publiziert. Von den Sonetten Nr. 18 und Nr. 66 gibt es jeweils über 200 deutsche Übersetzungen. Gerade in Deutschland, aber auch in der Sowjetunion und im jiddischen Kulturraum, dienten die Shakespeare-Sonette bzw. eine neue Übersetzung nach Bekenntnis der Übersetzer des Öfteren als Identifikationsmittel und heimliche Begleiter bei Bedrängnis und Not in Diktaturen, im Exil, in der „inneren Emigration“ oder während politischer und Kriegsgefangenschaft (Beispiele: Boris Pasternak, Lion Feuchtwanger, Eta Harich-Schneider, Sophie Heiden, Ilse Krämer u. a.). Die augenblicklich letzte deutsche Übersetzung stammt von Michael Mertes. Der besonders bedeutende Übersetzer sämtlicher Werke Shakespeares, Frank Günther konnte nur die Sonette nicht mehr vollenden. Frank Günter starb im Herbst 2020; 24 Sonette sind von ihm im Verlag ars vivendi erschienen. Auch in die meisten anderen lebenden Schriftsprachen der Welt, unter den nicht mehr gesprochenen Sprachen auch ins Lateinische, wurden diese Sonette, zum Teil mehrmals, übersetzt, – auch in Kunstsprachen wie Esperanto oder sogar ins „außerirdische“ Klingon. Die Gesamtzahl der Übersetzungen der Sonette in Sprachen der Welt wird nur von den internationalen Übersetzungen der Bibel und den Übersetzungen von Wilhelm Buschs Max und Moritz übertroffen. Auch wurden die Sonette vor allem in Deutschland zudem vertont, zu Theaterszenen und Balletts umgeformt, in Mundarten übertragen, in Prosa übersetzt, in Kontrafakturen verarbeitet, illustriert, parodiert und paraphrasiert – und waren in den letzten Jahren Gegenstand zahlreicher multimedialer Bühnendarstellungen, so zuletzt (2009) in Robert Wilsons und Rufus Wainwrights „Shakespeares Sonette“ im Berliner Ensemble. In mehr als 60 Spielfilmen meist angelsächsischen Ursprungs werden die Sonette in einzelnen Szenen mit der Handlung verknüpft. Außerdem existiert ein US-amerikanisches Projekt, jedes einzelne Sonett in je einem Kurzfilm mit unterschiedlichen Regisseuren und Darstellern zu verfilmen. Mehrere Hörbuch-Verlage haben vollständige oder partielle Lesungen der Sonette, auch in Deutsch, produziert, unter anderem mit den Stimmen von Jürgen Hentsch, Michael Rotschopf, Jacques Breuer (nur die 52 Vanitas-Sonette), Daniel Friedrich und Peter Matić.

## Gesamtausgaben

### Historisch-kritische englische Ausgaben (Auswahl)
- Edward Dowden, The Sonnets of William Shakespeare. London 1881. (Das ist der Quelltext, den Stefan George für seine 'Nachdichtung' (1909) benutzte)
- John Dover Wilson, The New Shakespeare – The Sonnets. Cambridge University Press 1966.
- Stephen Booth, Shakespeare's Sonnets. Yale University Press, New Haven and London 1977.
- Katherine Duncan-Jones, The Arden Shakespeare – Shakespeare's Sonnets. London 1977.
- John Kerrigan, William Shakespeare – The Sonnets and a Lover's Complaint. Penguin Books London 1986.
- Helen Vendler, The Art of Shakespeare's Sonnets. The Belknap Press of Harvard University Press Cambridge Massachusetts, London 1999.

### Deutsche Gesamtausgaben neueren Datums (in Auswahl)
- William Shakespeare / Sonette / englisch und deutsch. Verlag Philipp Reclam Junior., Leipzig 1987.  Nachdichtung: Gottlob Regis.

- Christa Schuenke, William Shakespeare – The Sonnets – Die Sonette, Straelener Manuskripte, Straelen 1994.
- Günter Plessow, Kritik der Liebe – Shakespeare's Sonnets & A Lover's Complaint, Verlag Karl Stutz Passau 2001.
- Renate Wüstenberg, William Shakespeare – siene Sonette, in't Plattdüütsche oewerdragen, Hinstorff Verlag Rostock 2002.
- Harald Linke, Shakespeares Sonette zweisprachig, Öderan Print Service Nothnagel (Privatdruck) 2003.
- Markus Marti, Shakespeare's Sonnets – Sonette englisch, deutsch und wallissertitsch, Edition Signathur Dozwil 2010.
- Michael Mertes, Aus dem Tinten-Schwarz strahlt meine Liebe, William Shakespeares Sonette ins Deutsche übertragen, Edition Signathur Dozwil 2023.

## Sammlungen unterschiedlicher Übersetzungen
- The Sonnets – Die Sonette – englisch und in ausgewählten deutschen Versübersetzungen. Mit Anmerkungen und Nachwort herausgegeben von Raimund Borgmeier (= Reclams Universal-Bibliothek. 9729, Nr. 3). Reclam, Stuttgart 1974, ISBN 3-15-009729-0.
- Ulrich Erckenbrecht (Hrsg.): Shakespeare sechsundsechzig: Variationen über ein Sonett (= 154 deutsche Übersetzungen von Sonett. 66). 3., erweiterte Auflage, Muri Verlag, Kassel 2015.
- Jürgen Gutsch (Hrsg.): „…lesen, wie krass schön du bist konkret“, William Shakespeare, Sonett 18, vermittelt durch deutsche Übersetzer (= 223 deutsche Übersetzungen von Sonett. 18.) Edition Signathur, Dozwil/TG, 2., erheblich erweiterte Auflage 2017.
- Manfred Pfister, Jürgen Gutsch (Hrsg.): William Shakespeare’s Sonnets – For the First Time Globally Reprinted – A Quatercentenary Anthology 1609–2009 (mit DVD), 2 Bände, Edition Signathur, Dozwil 2009 und 2014.

## Sekundärliteratur (Auswahl)
- Stephen Booth: An Essay on Shakespeare’s Sonnets. Yale University Press, New Haven 1969.
- Patrick Cheney (Hrsg.): The Cambridge Companion to Shakespeare’s Poetry. Cambridge University Press, Cambridge 2007.
- Hannah Crawforth, Elizabeth Scott-Baumann und Clare Whitehead (Hrsg.): The Sonnets: The State of Play.  Bloomsbury Arden Shakespeare, London 2017.
- A. D. Cousins, Peter Howarth (Hrsg.): The Cambridge Companion to the Sonnet. Cambridge University Press, Cambridge 2011.
- Paul Edmondson, Stanley Wells: Shakespeare's Sonnets. Oxford University Press, Oxford 2004.
- Hyder Edward Rollins (Hrsg.): A New Variorum Edition of Shakespeare: The Sonnets. Volume II: Appendixes to Shakespeare’s Sonnets. J. B. Lippincott Company, Philadelphia und London 1944.
- Sonja Fielitz: Die Sonette. In: Sonja Fielitz: William Shakespeare. Eine Einführung in Werk und Wirkung. Wissenschaftliche Buchgesellschaft, Darmstadt 2013, ISBN 978-3-534-24646-5, S. 59–64.
- Peter Jones (Hrsg.): Shakespeare • The Sonnets. A Casebook. Macmillan Press, London und Basingstoke 1977.
- Jürgen Klein, My love is as a fever. Eine Lektüre von Shakespeares Sonetten. Paderborn 2002: Wilhelm Fink.
- James Schiffer (Hrsg.): Shakespeare’ Sonnets · Critical Essays. Garland Publishing Inc., New York und London 2000.
- Michael Schoenfeldt (Hrsg.): A Companion to Shakespeare’s Sonnets. Blackwell Publishing Ltd., Chichester, West Sussex 2010.
- Michael Schoenfeldt: The Cambridge Introduction to Shakespeare's Poetry. Cambridge University Press, Cambridge 2010.